# Pienisaari (ö i Södra Karelen, Imatra, lat 61,63, long 29,64)
Pienisaari är en ö i Finland. Den ligger i sjön Simpelejärvi och i kommunen Parikkala i den ekonomiska regionen  Imatra ekonomiska region  och landskapet Södra Karelen, i den sydöstra delen av landet, 300 km nordost om huvudstaden Helsingfors. Öns area är 3 hektar och dess största längd är 300 meter i nord-sydlig riktning.